# 凤阳镇 (寿宁县)
凤阳乡，是中华人民共和国福建省宁德市寿宁县下辖的一个乡镇级行政单位。

## 行政区划
凤阳乡下辖以下地区：
凤阳村、福后村、东岭后村、北山村、廷家洋村、刘厝村、基德村、下党村、官田村、官田洋村、天香村、大石村和上大洋村。